# Ford Econovan

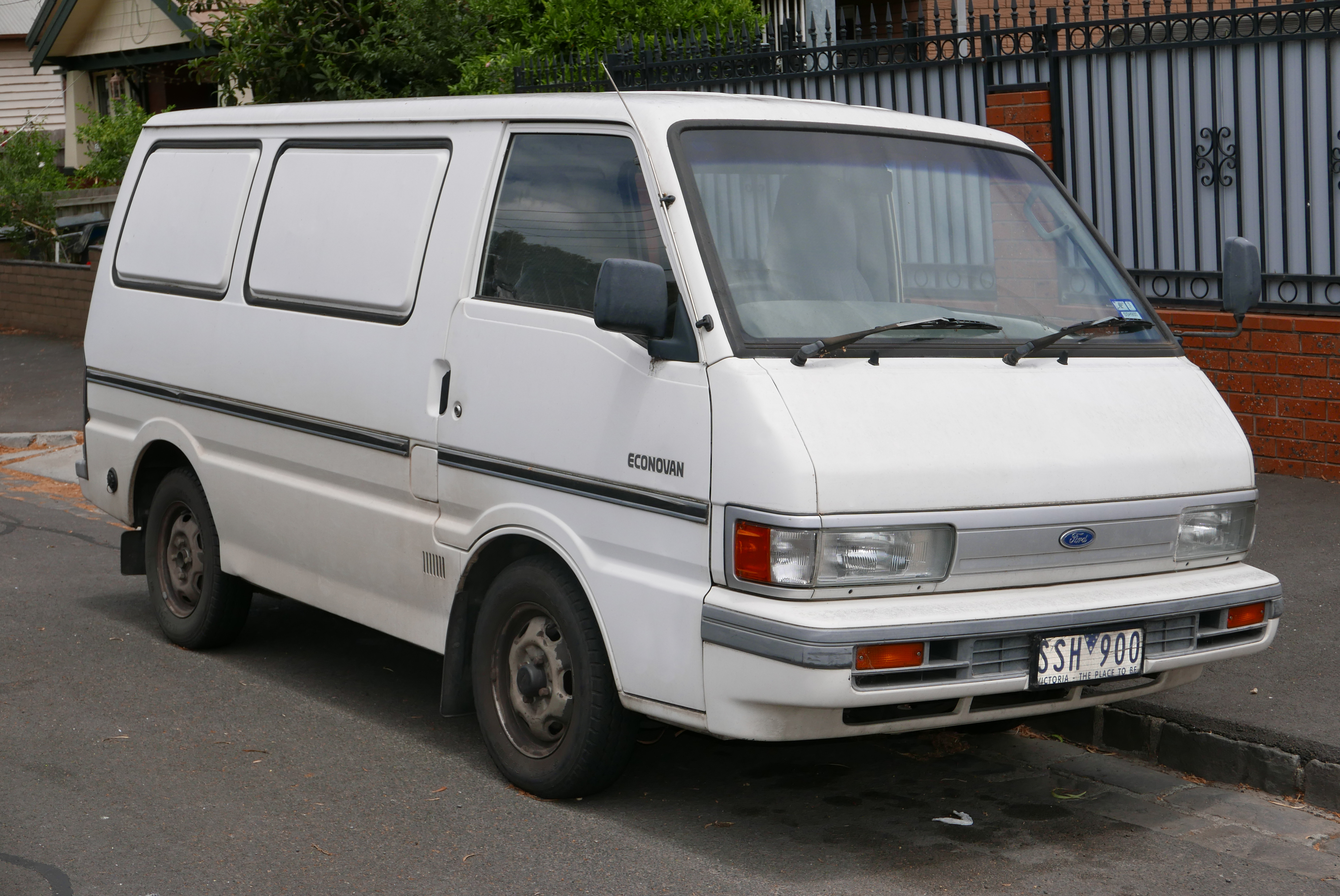
Ford Econovan II

Der Ford Econovan ist ein zwischen 1983 und 2005 gebauter Kleintransporter des Herstellers Ford. Er war weitgehend baugleich mit dem in Europa als Mazda E-Serie verkauften Mazda Bongo.
Ford erwarb bereits 1979 erste Anteile am japanischen Hersteller Mazda, in der Folge kam es zu einer teilweise engen Zusammenarbeit beider Unternehmen. Im Bereich leichter Nutzfahrzeuge war Ford in Europa traditionell mit dem als Kurzhauber ausgeführten Modell Transit vertreten. Dieser jedoch lag schon rein optisch über dem weit verbreiteten Kleintransportern in der Größenordnung des VW-Bus, die in den 1980er Jahren bereits stark vor allem von japanischen Modellen besetzt war. Um diese Lücke im eigenen Angebot zu schließen, erschien 1985 der mit dem in Europa als Mazda E-Serie verkauften Kleintransporter weitgehend baugleiche Ford Econovan. Das Modell, von der Nutzlast mit dem kleinsten Transit nahezu deckungsgleich, war als kompakter Frontlenker ausgeführt und als Kastenwagen/Kombi sowie als Kleinbus erhältlich. Gebaut wurde das Fahrzeug bei Mazda und war auch mit der Technik dieses Unternehmens ausgestattet, wahlweise gab es einen Benzin- sowie einen Dieselmotor. 1993 lief das Modell ohne direkten Nachfolger in Europa aus. Für andere Märkte wurde der Econovan noch bis 2005 gebaut.
Weite Verbreitung hat der Econovan zumindest in Deutschland nicht gefunden und ist mittlerweile nahezu restlos aus dem Straßenbild verschwunden.

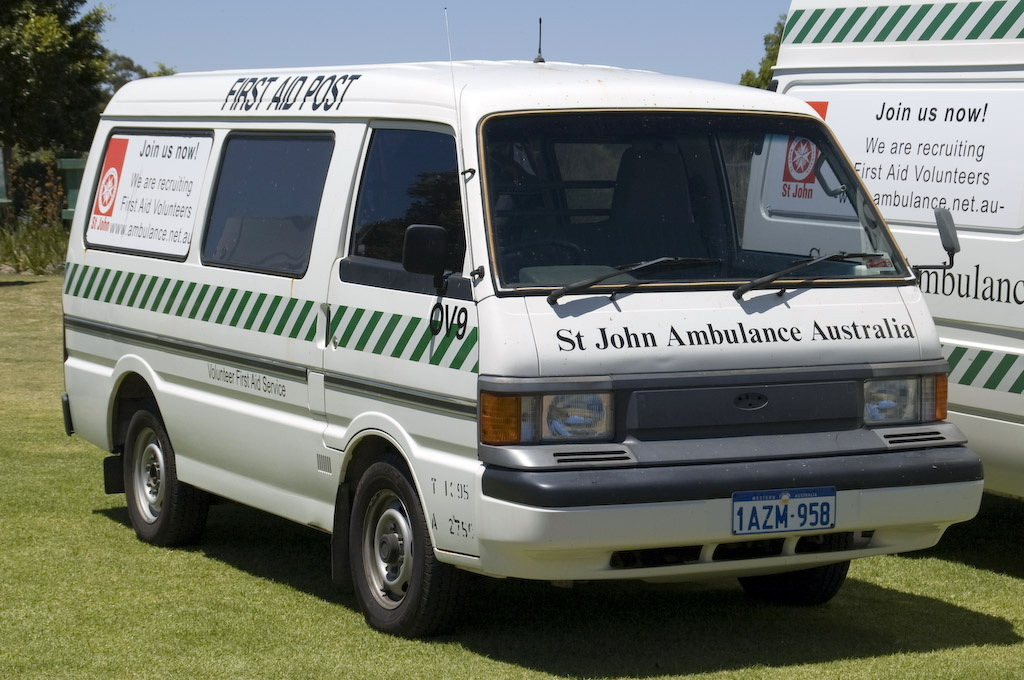
Econovan I
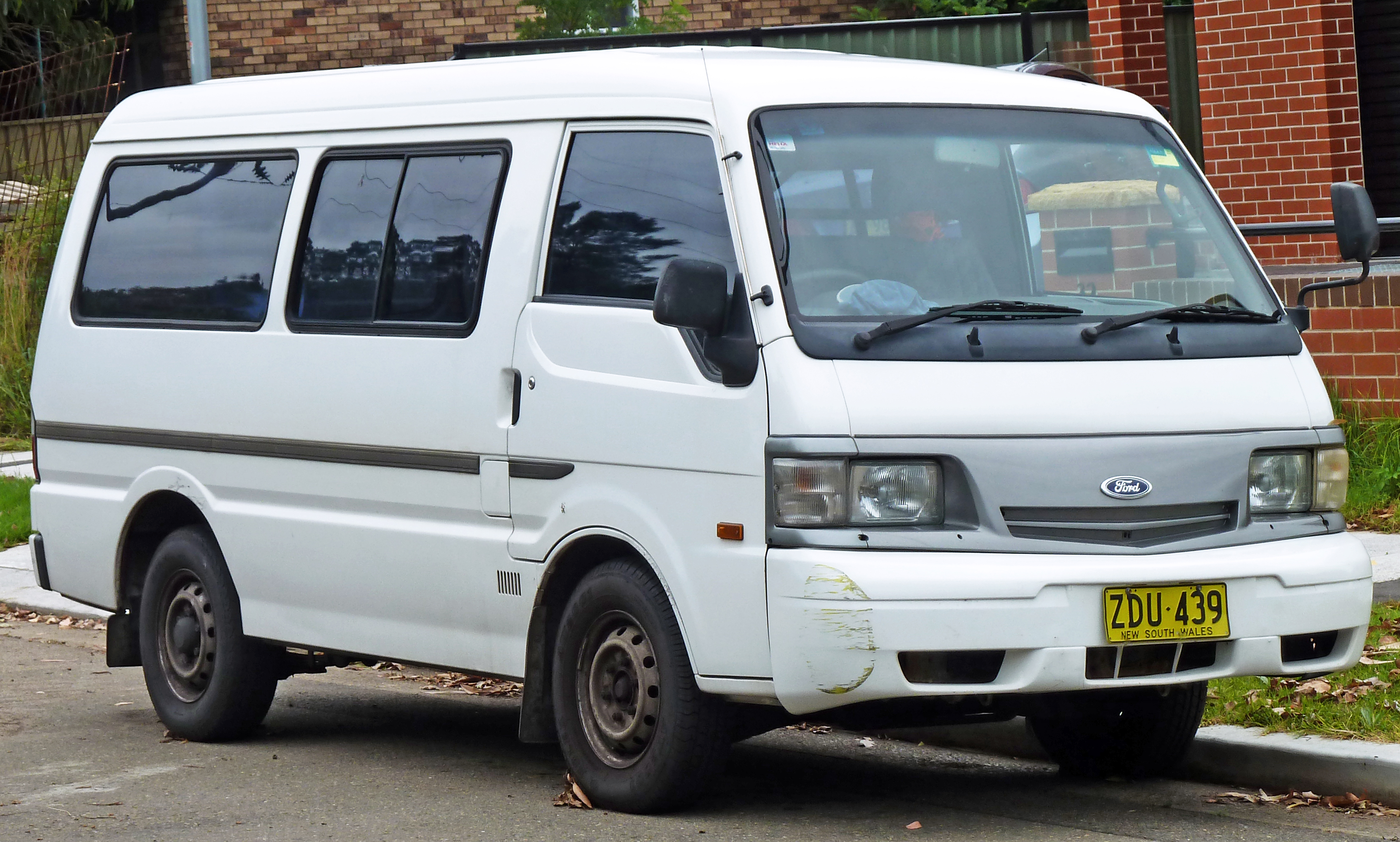
Econovan III